# Shehuizhuyi hao
Shehuizhuyi hao is een communistisch lied dat populair is in de Volksrepubliek China. De tekst van het lied werd in 1958 geschreven door Xi Yang en de muziek is gecomponeerd door Li Huanzhi (李焕之). Tegenwoordig wordt dit lied vooral gezongen op de gedenkdag van de oprichting van de Communistische Partij van China en op internationale dag van de arbeid.
Het lied heette oorspronkelijk Youpaifenzi xiang fan ye fan bu liao (右派分子想反也反不了; de rechtse politici willen het omverwerpen, maar dat lukt niet ze niet). Na de mislukking van de Grote Sprong Voorwaarts werd de naam veranderd in Fandongfenzi xiang fan ye fan bu liao (反动分子想反也反不了; de reactionaire politici willen het omverwerpen, maar dat lukt niet ze niet)

## Nederlandse vertaling van het lied
Socialisme is goed, socialisme is goed!
De bevolking van socialistische landen hebben een hogere sociale status.
Reactionairen zijn neergeslagen. Imperialisme heeft haar biezen gepakt.
Het hele land is één geworden en bouwt aan het socialisme.
De Communistische Partij is goed! De Communistische Partij is goed!
De Communistische Partij is een goede leider van het volk.
Zij houdt trouw haar beloftes en werkt met heel haar hart voor het volk.
Steun de Partij in haar sterke constructie, de sterke constructie van ons grote moederland!
Socialisme is goed, socialisme is goed!
Het volk beschermt het socialistische systeem.
De kracht van het volk is onoverwinnelijk, het verzet van de reactionairen is gedoemd te gaan falen.
De oorzaak van het socialisme zal zeker overwinnen, een communistische maatschappij zal waarlijk worden, ja het zal echt waarlijk worden!
De Communistische Partij is goed! De Communistische Partij is goed!
De Communistische Partij leidt China op weg naar macht en welvaart.
De kracht van het volk is onoverwinnelijk, het verzet van de reactionairen is gedoemd te gaan falen.
De oorzaak van het socialisme zal zeker overwinnen, een communistische maatschappij zal waarlijk worden, ja het zal echt waarlijk worden!